# حركة العمل الشعبي
حركة العمل الشعبي هي جماعة سياسية معارضة كويتية.
تشكل الحزب في أعقاب احتجاجات 2011-2012، وقد اجتمع لأول مرة في مارس 2013 من قبل مجموعات شبابية معارضة ونواب سابقين. :107 تضمنت أهدافهم تشكيل حكومة منتخبة، والعودة إلى نظام التصويت السابق، وإضفاء الشرعية على الأحزاب السياسية. :108 تم إنشاء المجموعة من قبل أعضاء كتلة العمل الشعبي، بمن فيهم أحمد السعدون ومسلم البراك، الذي أصبح الأمين العام للجماعة.
في يونيو 2015، الأمين العام البراك قضي عقوبة بالسجن لمدة عامين بعد انتقاد الأمير صباح الأحمد الجابر الصباح في خطاب ألقاه قبل ثلاث سنوات. ظل قائد الحركة طوال فترة سجنه.